# Połączone Dowództwo Okrętów Podwodnych ASC
Połączone Dowództwo Okrętów Podwodnych (ang. Allied Submarine Command ASC) – jedno z dowództw NATO; w 2012 wyłączone z systemu dowodzenia i spełniające funkcje doradczo informacyjne.

## Charakterystyka
Połączone Dowództwo Okrętów Podwodnych powołane zostało 15 grudnia 2003. Było organem planistycznym i koordynującym działalność operacyjną okrętów podwodnych. Stymulowało rozwój taktyki działań podwodnych. Było też organem doradczym w prowadzonej transformacji struktur dowodzenia NATO. Dowódcą ASC był admirał amerykański, który w strukturach NATO podlegał bezpośrednio dowódcy Sojuszniczego Dowództwa Operacji ACO (SACEUR).
W grudniu 2012 Komitet Wojskowy wydał dokument MC 0324/3 (The NATO Military Command Structure). Na jego podstawie ze struktur dowodzenia NATO wyłączono Połączone Dowództwo Okrętów Podwodnych. ASC jako organizacja, która nie jest w strukturach dowodzenia NATO, współpracuje jednak blisko z dowództwem ACT i ACO.

## Cele i zadania ASC
Główne zadania to:
- wdrożenie operacyjnej i taktycznej doktryny działania sił podwodnych i zaimplementowanie jej w obydwóch dowództwach strategicznych
- wspieranie SACEUR w wykonywaniu zadań przez OOP zleconych przez Radę Północnoatlantycką
- zapewnienie NATO zdolności w prowadzeniu działań przez OOP
- wsparcie scentralizowanego zarządzania działalnością OOP
- współpraca z krajami – członkami Partnerstwa dla Pokoju
- koordynowanie i wspieranie działalności centrów badawczych techniki podwodnej i działań ratowniczych prowadzonych na rzecz OOP.